# David Navara
David Navara (Praga, 27 de marzo de 1985) es un Gran Maestro Internacional de ajedrez de la República Checa. Ha sido trece veces campeón nacional (en 2004, 2005, 2010, 2012, 2013, 2014, 2015, 2017, 2019, 2020, 2022, 2023 y 2024).
En junio de 2015, en la lista de la FIDE ocupó la posición número 14 del mundo con un ELO de 2751. Navara es el número uno de la República Checa desde el año 2005, con una corta interrupción en 2012 cuando fue superado por Viktor Láznička. 

## Biografía
Aprendió a jugar a los seis años leyendo un libro de ajedrez. Ya en el año 1993 quedó campeón checo sub-12. De su rápido progreso se encargaron sus entrenadores, los Maestros Internacionales Josef Přibyl y Antonín Ambrož así como los Grandes Maestros Luděk Pachman y Vlastimil Jansa.
Su carrera progresó muy rápido. Consiguió el título de Maestro Internacional con catorce años y el de Gran Maestro seis días antes de cumplir los 17 años.
Navara terminó en sexto lugar en el Quinto Campeonato europeo Individual de 2004, en Antalya, con 7.5 puntos (+5-2=5). En 2005 participó en la Copa del Mundo de Ajedrez, pero fue eliminado en la primera ronda por Predrag Nikolić. Navara consiguió en la 37ª olimpiada de ajedrez 2006 8.5 puntos de 12 posibles.
En 2007 lo invitaron por primera vez en el supertorneo en Wijk aan Zee, donde quedó en el séptimo lugar. Navara ganó 6.5 puntos en 13 juegos (+3-3=7), que incluyen el triunfo contra Ruslán Ponomariov y tablas con negras contra Krámnik y Veselin Topalov.
Navara empató en Praga, contra Anatoli Kárpov (+0-0=2) en 2005 y Borís Gélfand (+1-1=2) en 2007.
En el Torneo Corus de ajedrez, 2007, en Holanda, quedó clasificado el 7º, logrando 6,5 puntos de 13 posibles, con 3 victorias, 7 tablas y 3 derrotas.
Desde 2004 estudió Lógica en la Facultad de Filosofía y Artes de Praga.